# Jamnagar
 (janvier 2013).
Si vous disposez d'ouvrages ou d'articles de référence ou si vous connaissez des sites web de qualité traitant du thème abordé ici, merci de compléter l'article en donnant les références utiles à sa vérifiabilité et en les liant à la section « Notes et références ».
Jamnagar (en gujarati: જામનગર) est une ville d'Inde, d'environ 450 000 habitants, située dans l'état du Gujarat. La ville a été construite essentiellement par le Maharaja Kumar Ranjitsinhji Shri dans les années 1920, alors qu'elle avait pour nom Nawanagar. La ville est située au sud du golfe de Kutch, 337 km à l'ouest de la capitale de l'État, Gandhinagar. Récemment, Jamnagar a, de par son développement, attiré de grandes sociétés comme Reliance Industries, plus grande entreprise privée d'Inde, qui a créé une raffinerie mondiale de pétrole près du village de Moti Khavdi, une des plus grandes du monde. Jamnagar a par conséquent été surnommée la "Oil City de l'Inde".

## Histoire
Jamnagar a été fondée par Jam Rawal en 1540, ce qui lui confère le statut de capitale de l'État princier de Nawanagar. Jamnagar, historiquement connue comme Nawanagar (la nouvelle ville), était située dans l'un des états princiers les plus importants de la région de Saurashtra. Selon la littérature Pauranik, le Seigneur Krishna a établi son royaume dans la ville de Dwarka proche de Jamnagar.
Selon les chroniques bardes[Lesquelles ?], impressionné par le rôle de Jam Lakhaji dans le siège de Pawagadh, Bahadurshah, l'empereur du Gujarat, lui aurait donné douze villages. Alors que Jam Lakaji allait prendre possession de son nouveau fief, il fut traîtreusement assassiné par ses cousins, Tamachi Deda et Hamirji Jadeja. Jam Rawal Lakhajis, son fils, réussit à s'échapper et se vengera plus tard de l’assassinat de son père en tuant Hamirji Jadeja.
Hamirji et ses deux fils Khengarji et Sahibji fuirent vers Delhi pour jurer obéissance à l'empereur moghol Humayun. Au cours d'une chasse au lion, les deux frères sauvèrent l'empereur des griffes d'un lion. En récompense de leur bravoure, une armée fut envoyée avec eux pour retrouver leur royaume. Lorsque Jam Rawal entendit parler des deux princes qui revenaient au golfe de Kutch avec l'armée impériale, il commença à se préparer pour la bataille. Une nuit, il rêva de la Ashapura déesse qui lui dit qu'il avait rompu un serment fait sur son nom de ne pas tuer Hamirji, même s'il était le responsable de la mort de son père. Elle s'était abstenu de le punir car il l'avait toujours honorée, mais lui défendit d'habiter dans le golfe de Kutch. Aussi, il dut traversé la mer et aller séjourner à Kathiawar.
Jam Rawal et son entourage partirent donc de Kutch, attaquèrent et tuèrent le roi Tamachi, également complice du meurtre de son père, et conquirent la ville de Dhrol et ses dépendances. Jam Rawal accorda la primauté de la province Dhrol à son frère, Hardholji, qui fut plus tard tué dans une bataille, laissant le trône à son fils aîné, Jasoji. Jam Rawal conquit ensuite des parties de Saurashtra et y forma son royaume.
Alors qu'il chassait sur ses terres, Jam Rawal fut profondément impressionné par un lièvre assez courageux pour mettre les chiens en fuite. Jam Rawal pensa alors que si cette terre pouvait produire de tels lièvres, les hommes nés ici seraient supérieurs aux autres hommes, et par conséquent il fit de ce lieu sa capitale. Le 7e jour de la moitié brillante du mois de Srawan, VS 1956 (août 1540 AD), sur les rives de deux rivières Rangmati et Nagmati, il jeta les bases de sa nouvelle capitale et la nomma Nawanagar (nouvelle ville). Nawanagar finit par être connue sous le nom de Jamnagar qui signifie : "la ville des Jams".